# 긴테쓰 시기선
시기 선(일본어: 信貴線)은 일본 오사카부 야오시의 가와치야마모토 역부터 시기산구치 역까지를 잇는 긴키 닛폰 철도의 철도 노선이다. 전 구간이 모두 야오 시내에 있다.

## 노선 정보
- 노선 거리 (영업 거리) : 2.8 km
- 궤간 : 1435mm
- 역 수 : 3역 (기종점역 포함)
- 복선화 구간 : 없음 (전 구간 단선)
- 전철화 구간 : 전 구간 (직류 1500V)
- 폐색 방식 : 자동 폐색식

## 역 목록
| 역 번호 | 역명           | 일어 역명 | 역간 거리 | 누계 거리 | 접속 노선                        | 소재지 |
| ------- | -------------- | --------- | --------- | --------- | -------------------------------- | ------ |
| J 12    | 가와치야마모토 | 河内山本  | -         | 0.0       | 긴키 닛폰 철도 오사카 선         | 야오시 |
| J 13    | 핫토리가와     | 服部川    | 2.0       | 2.0       |                                  | 야오시 |
| J 14    | 시기산구치     | 信貴山口  | 0.8       | 2.8       | 긴키 닛폰 철도 니시시기코사쿠 선 | 야오시 |